# Pote Sarasin
Pote Sarasin (em tailandês:  พจน์ สารสิน, Banguecoque, 25 de março de 1905 – Banguecoque, 28 de setembro de 2000) foi um político e diplomata tailandês. Foi o 12º Primeiro-ministro da Tailândia, exercendo o cargo entre 21 de setembro de 1957 até 26 de dezembro do mesmo ano. Foi ministro dos Negócios Estrangeiros entre 1949 e 1950 e depois foi embaixador nos Estados Unidos. Em setembro de 1957, quando Sarit Thanarat tomou o poder num golpe militar, nomeou Pote para primeiro-ministro interino. Foi secretário-geral da Organização do Tratado do Sudeste Asiático de 10 de janeiro de 1958 a 13 de dezembro de 1963.